# Comprensorio del Cimone
Il Comprensorio del Cimone è un comprensorio sciistico  dell'Emilia-Romagna, situato sul versante settentrionale del Monte Cimone e diviso tra i comuni modenesi di Riolunato, Montecreto, Sestola e Fanano, con più di 50 km di piste.

## Località del comprensorio
Il comprensorio è formalmente diviso in 6 località:
- Le Polle, nel comune di Riolunato, con 4 impianti di risalita, 6 piste da discesa (di cui una blu, 2 rosse, 2 rosse-nere e una nera) e una da snowcross;
- Passo del Lupo-Pian Cavallaro, nel comune di Sestola, con 5 impianti di risalita, 10 piste da discesa (di cui 3 blu, 5 rosse e 2 nere) e una da snowcross;
- Montecreto, con 4 impianti di risalita e 3 piste da discesa (di cui 2 rosse e una nera);
- Lago della Ninfa, nel comune di Sestola, con un impianto di risalita, una pista da discesa rossa e una pista da fondo;
- Sestola, con 2 impianti di risalita e 2 piste da discesa (di cui una blu e una rossa);
- Cimoncino, nel comune di Fanano, con 4 impianti di risalita, 5 piste da discesa (di cui una blu, tre rosse e una rosso-nera) e una pista da fondo;

## Impianti di risalita
Gli impianti di risalita sono in totale 23, di cui:
- 5 seggiovie a 2 posti;
- 3 seggiovie a 3 posti;
- 3 seggiovie a 4 posti, di cui una con cupola di protezione;
- 2 seggiovie a 6 posti, di cui una con cupola di protezione;
- 2 skilift monoposto;
- 4 tappetini mobili;
- una funivia da 20 posti circa.

### Elenco degli impianti di risalita
| Numero | Nome                        | Classificazione | Posti    | Quota di partenza (m s.l.m.) | Quota d'arrivo (m s.l.m.) | Dislivello (m) | Località         |
| ------ | --------------------------- | --------------- | -------- | ---------------------------- | ------------------------- | -------------- | ---------------- |
| 1      | Sestola-Pian del Falco      | seggiovia       | 4        | 1038                         | 1337                      | 299            | Sestola          |
| 2      | Campo scuola Pian del Falco | skilift         | 1        | 1335                         | 1345                      | 10             | Sestola          |
| 4      | La Capanna 2                | tappetino       | 1        | 1415                         | 1426                      | 11             | Cimoncino        |
| 5      | La Capanna 1                | tappetino       | 1        | 1426                         | 1437                      | 11             | Cimoncino        |
| 6      | Cimoncino (1° tronco)       | seggiovia       | 6        | 1391                         | 1770                      | 379            | Cimoncino        |
| 7      | Cimoncino (2° tronco)       | seggiovia       | 2        | 1721                         | 1976                      | 255            | Cimoncino        |
| 9      | Lago della Ninfa            | seggiovia       | 4        | 1506                         | 1606                      | 150            | Lago della Ninfa |
| 10     | Colombaccio                 | seggiovia       | 2        | 1547                         | 1630                      | 83             | Passo del Lupo   |
| 11     | Dei Maestri                 | tappetino       | 1        | 1542                         | 1559                      | 17             | Passo del Lupo   |
| 12     | Lamaccione                  | seggiovia       | 4        | 1500                         | 1606                      | 106            | Passo del Lupo   |
| 13     | Passo del Lupo              | funivia         | circa 30 | 1550                         | 1850                      | 300            | Passo del Lupo   |
| 14     | Del Cimone                  | seggiovia       | 4        | 1500                         | 1855                      | 355            | Passo del Lupo   |
| 15     | Pian Cavallaro              | seggiovia       | 2        | 1650                         | 1860                      | 210            | Le Polle         |
| 16     | Faggio Bianco-Campo scuola  | seggiovia       | 3        | 1460                         | 1547                      | 87             | Passo del Lupo   |
| 17     | Esperia                     | seggiovia       | 2        | 1334                         | 1547                      | 213            | Montecreto       |
| 18     | Polle-Valcava               | seggiovia       | 6        | 1300                         | 1720                      | 420            | Le Polle         |
| 19     | Ariete                      | seggiovia       | 4        | 1300                         | 1450                      | 150            | Le Polle         |
| 20     | Pollicino-Campo scuola      | tappetino       | 1        | 1304                         | 1316                      | 12             | Le Polle         |
| 22     | Stellaro                    | seggiovia       | 2        | 910                          | 1380                      | 450            | Montecreto       |
| 24     | Cervarola                   | skilift         | 1        | 1334                         | 1569                      | 235            | Montecreto       |
| 25     | Campo scuola Montecreto     | tappetino       | 1        | 1370                         | 1380                      | 10             | Montecreto       |

## Piste e raccordi
Le piste, il cui totale supera i 50 km, sono quasi tutte assicurate da impianti fissi di innevamento programmato e sono divise in:
- 34 piste da discesa (di cui 6 blu, 14 rosse, 3 rosso-nere e 5 nere);
- 2 piste da fondo;
- 3 da snowcross.

Il comprensorio è dotato inoltre di uno snow-park situato presso Pian Cavallaro, con un half-pipe e salti di varie difficoltà, e un percorso interamente dedicato allo snowboard di fianco alla pista Lago della Ninfa, che termina accanto all'omonima località. Cinque raccordi collegano tra loro le varie località del comprensorio, eccetto la zona di Sestola, che è raggiungibile da Passo del Lupo soltanto tramite un bus-navetta.

### Elenco delle piste

#### Piste da discesa
| Numero | Nome                               | Difficoltà | Lunghezza (m) | Quota di partenza (m s.l.m.) | Quota d'arrivo (m s.l.m.) | Dislivello (m) | Località         |
| ------ | ---------------------------------- | ---------- | ------------- | ---------------------------- | ------------------------- | -------------- | ---------------- |
| 1      | Rossa                              |            | 1150          | 1337                         | 1038                      | 299            | Sestola          |
| 4      | Delle Marmotte                     |            | 2750          | 1976                         | 1391                      | 585            | Cimoncino        |
| 5      | Delle Aquile                       |            | 2850          | 1976                         | 1391                      | 585            | Cimoncino        |
| 6      | Delle Pernici                      |            | 2000          | 1779                         | 1391                      | 388            | Cimoncino        |
| 7      | Lago della Ninfa                   |            | 750           | 1656                         | 1506                      | 150            | Lago della Ninfa |
| 8      | Catinaccio                         |            | 3850          | 1850                         | 1555                      | 295            | Cimoncino        |
| 9      | Nord Funivia                       |            | 1600          | 1860                         | 1500                      | 360            | Passo del Lupo   |
| 10     | Direttisima paletta                |            | 780           | 1700                         | 1500                      | 200            | Passo del Lupo   |
| 11     | Nord Beccadella                    |            | 1000          | 1750                         | 1500                      | 360            | Passo del Lupo   |
| 12     | Sud Beccadella                     |            | 700           | 1656                         | 1547                      | 109            | Passo del Lupo   |
| 13     | Belladonna                         |            | 750           | 1656                         | 1500                      | 156            | Passo del Lupo   |
| 14     | Colombaccio                        |            | 550           | 1630                         | 1547                      | 83             | Passo del Lupo   |
| 15     | Campo scuola Betulla               |            | 750           | 1547                         | 1460                      | 87             | Passo del Lupo   |
| 16     | Faggio                             |            | 500           | 1547                         | 1460                      | 87             | Passo del Lupo   |
| 17     | Sette Fontane                      |            | 2600          | 1860                         | 1300                      | 560            | Le Polle         |
| 17a    | Sette Fontane variante             |            | 250           | 1820                         | 1720                      | 100            | Le Polle         |
| 19     | Razzoli                            |            | 1150          | 1613                         | 1300                      | 313            | Le Polle         |
| 20     | Campo scuola Polle                 |            | 120           | 1316                         | 1304                      | 12             | Le Polle         |
| 22     | Campo scuola Pian del Falco        |            | 80            | 1345                         | 1335                      | 10             | Sestola          |
| 23     | Stadio dello Slalom Romolo Pelloni |            | 600           | 1656                         | 1500                      | 156            | Passo del Lupo   |
| 24     | Campo scuola Cimoncino             |            | 150           | 1437                         | 1415                      | 22             | Cimoncino        |
| 25     | Baggiolara II                      |            | 1400          | 1805                         | 1406                      | 399            | Le Polle         |
| 26     | Campo Scuola Maestri               |            | 120           | 1559                         | 1542                      | 17             | Passo del Lupo   |
| 27     | Baggiolara                         |            | 1400          | 1606                         | 1340                      | 266            | Le Polle         |
| 28     | Cervarola Nord                     |            | 1500          | 1569                         | 1334                      | 235            | Montecreto       |
| 30     | Cervarola Sud                      |            | 1000          | 1569                         | 1334                      | 235            | Montecreto       |
| 31     | Esperia                            |            | 1300          | 1547                         | 1334                      | 213            | Montecreto       |

#### Piste da fondo
| Numero | Nome       | Difficoltà | Località         |
| ------ | ---------- | ---------- | ---------------- |
| 32     | Il Circolo |            | Cimoncino        |
| 33     | Lago Ninfa |            | Lago della Ninfa |

#### Piste da snowcross
| Numero | Nome          | Difficoltà | Lunghezza (m) | Quota di partenza (m s.l.m.) | Quota d'arrivo (m s.l.m.) | Dislivello (m) | Località       |
| ------ | ------------- | ---------- | ------------- | ---------------------------- | ------------------------- | -------------- | -------------- |
| 15a    | Betulla       |            | 340           | 1600                         | 1547                      | 53             | Passo del Lupo |
| 36     | Ariete        |            | 700           | 1445                         | 1300                      | 145            | Le Polle       |
| 37     | Faggio Bianco |            | 550           | 1547                         | 1460                      | 87             | Passo del Lupo |

### Elenco dei raccordi
| Nome       | Quota di partenza (m s.l.m.) | Quota d'arrivo (m s.l.m.) | Dislivello (m) | Località di partenza | Località d'arrivo |
| ---------- | ---------------------------- | ------------------------- | -------------- | -------------------- | ----------------- |
| Raccordo A | 1976                         | 1850                      | 76             | Cimoncino            | Passo del Lupo    |
| Raccordo B | 1660                         | 1470                      | 190            | Passo del Lupo       | Cimoncino         |
| Raccordo C | 1475                         | 1325                      | 150            | Passo del Lupo       | Le Polle          |
| Raccordo F | 1650                         | 1550                      | 100            | Le Polle             | Passo del Lupo    |
| Raccordo G | 1600                         | 1550                      | 50             | Passo del Lupo       | Lago della Ninfa  |